# فلسفة روحية
الفلسفة الروحية هي أي فلسفة أو تعليم يتعلق بالروحانية. قد تتضمن مواضيع دينية أو مقصورة على فئة معينة. يمكن أن يشمل أي معتقد أو نظام فكري يحتضن وجود حقيقة لا يمكن إدراكها جسديًا. إن مفاهيم الفلسفة الروحية ليست عالمية وتختلف حسب الخلفيات الدينية والثقافية للفرد. يمكن أيضًا أن تستند الفلسفة الروحية فقط على العلاقات الشخصية والتجريبية.